# Échansons du Roy René

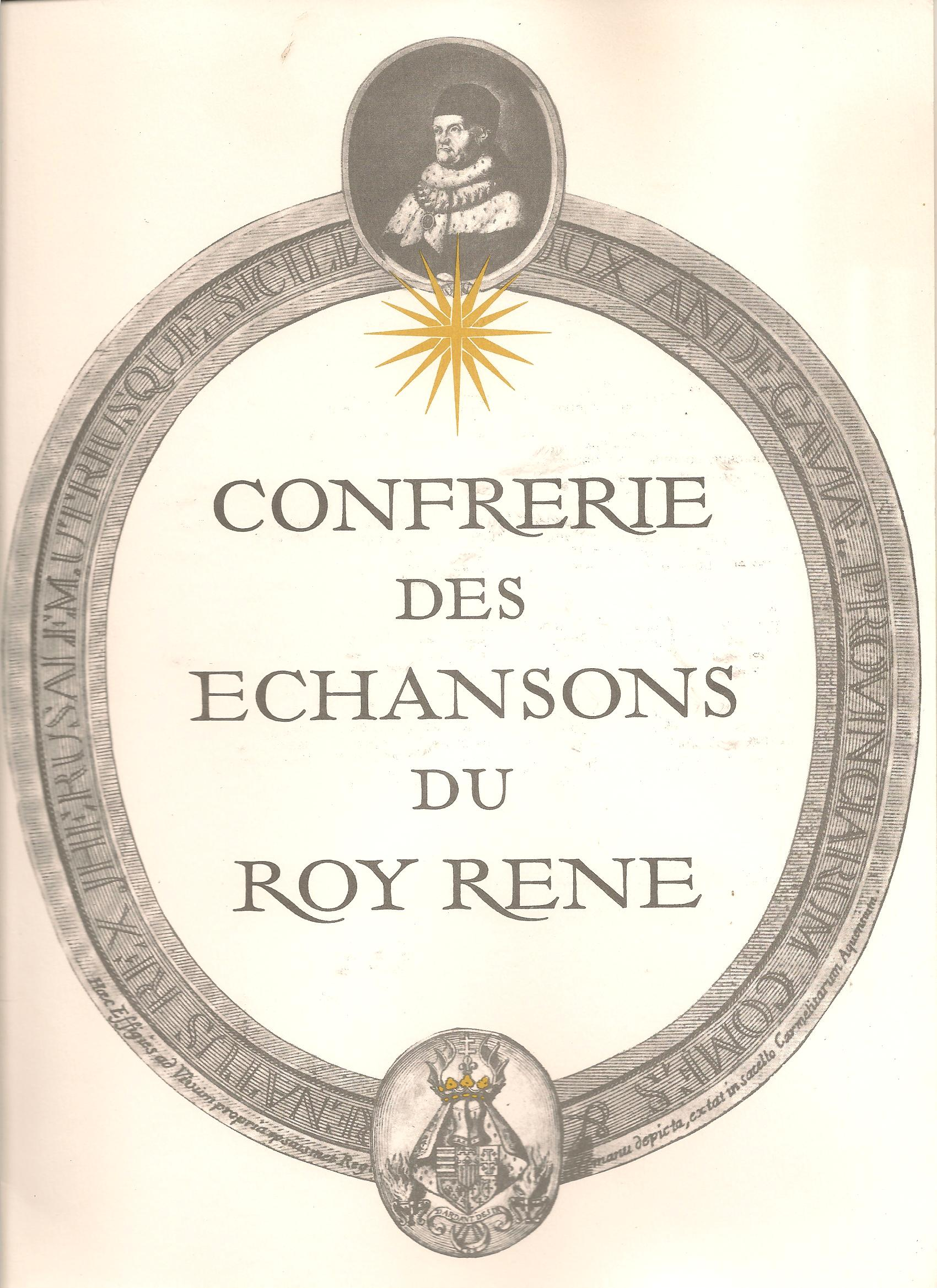
Les Échansons du Roy René

La Confrérie des Échansons du Roy René est une confrérie bachique qui assure la promotion des mets et des vins du pays d'Aix-en-Provence. Cette organisation est composée de près de 1000 membres amateurs de vin ou contribuant à la production d'un vin de qualité.
Parmi ces membres, des vignerons, des négociants en vins, des membres de la jeune chambre économique, des hôteliers et d'autres personnalités. 

## Historique
La confrérie des Échansons du Roy René est créée par les viticulteurs des coteaux d'Aix-en-Provence le 3 janvier 1969. 
L'histoire des Échansons a débuté au Moyen Âge, un Grand Maître était le représentant devant les nobles de la confrérie et de la qualité de son travail et pour cela, il disposait du droit à l'épée. Lors de la création de la Confrérie des Échansons, en 1969, le but premier était la participation au bien-vivre des habitants de la Provence.
La confrérie des Échansons du Roy René est dirigée par un Grand Maître. Celui-ci tient le rôle le plus important au sein de la confrérie. Il est assisté d'un Grand Conseil de 20 membres. Parmi les Grands Maîtres, le marquis de Saporta[Qui ?] fut le premier à occuper cette fonction et le resta pour dix ans.
Jacques Naslès succéda au marquis de Saporta en 1979, et James de Roany succèda à Jacques Naslès en 2002, avant de laisser sa place à Louis Bettini. Aujourd'hui, c'est Olivier Naslès qui est Grand Maître des Échansons.

## Événements
Les Échansons du Roy René sont à l'origine ou participent à de nombreux événements. Ces manifestations mettent en avant l'alliance des mets et des vins et contribuent au bien-vivre des habitants de la Provence.

### Chapitres
Le 29 novembre 1969, le premier chapitre fut organisé pour introniser les 50 membres fondateurs des Échansons du Roy René. Ces chapitres célèbrent la venue d'un ou plusieurs nouveaux membres dans la confrérie. Ils reçoivent alors le diplôme et les insignes, témoignant de leur appartenance à la confrérie.
Deux chapitres sont célébrés chaque année. Le premier a lieu en hiver à l'occasion de la Saint-Vincent (patron des vignerons). Le deuxième se déroule au cours du mois de juillet.

### Foire aux vins
La foire aux vins est une manifestation qui a lieu chaque année depuis 1973 au mois de juillet. L'objectif est de faire découvrir des vins de qualité à moindre coût.
Initialement, l'événement était organisé par les grandes enseignes. Aujourd'hui, les négociants en vin peuvent également y participer.

### Bénédiction des calissons

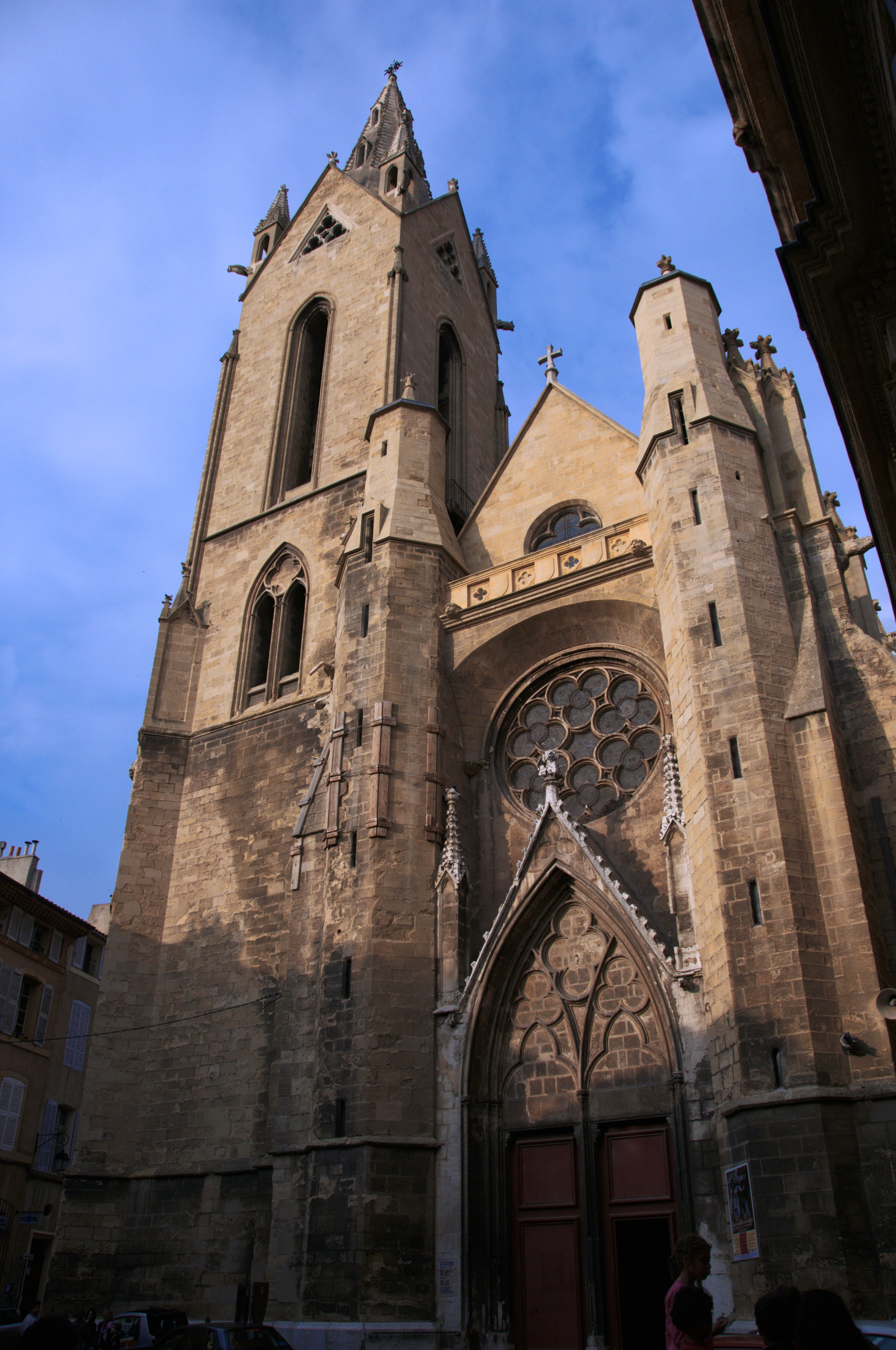
Église Saint-Jean-de-Malte, à Aix-en-Provence, lieu de bénédiction des calissons le premier dimanche de septembre.

La bénédiction des calissons est organisé chaque année depuis 1995 à Aix-en-Provence. Elle se déroule le premier dimanche de septembre dans l'église Saint-Jean-de-Malte d'Aix-en-Provence.
Elle réunit chaque année les Provençaux désireux de perpétuer la tradition.

### Messe des vignerons
La messe des vignerons est célébrée chaque année par les Échansons du Roy René. Elle se déroule en automne en la Cathédrale Saint-Sauveur, à Aix-en-Provence afin de célébrer la fin des vendanges et le raisin nouveau.